# Kościół Świętych Apostołów Jana i Pawła w Warszawie
Kościół św. Apostołów Jana i Pawła – kościół rzymskokatolicki znajdujący się przy ulicy Kapelanów Armii Krajowej 2 w Warszawie, na osiedlu Gocław-Lotnisko, pod wezwaniem św. Apostołów Jana i Pawła. 
W 2006 r. na przykościelnym placu odsłonięto pomnik Jana Pawła II.